# Chambord (Québec)
Chambord ist eine Gemeinde (Municipalité) in der MRC Le Domaine-du-Roy der kanadischen Provinz Québec. 
Der Ort liegt am Südufer des Lac Saint-Jean zwischen den Mündungen der beiden Flüsse Métabetchouane (im Osten) und Ouiatchouan (im Westen).
Im Jahr 2016 hatte Chambord eine Einwohnerzahl von 1765.
In Chambord wurden die Freiwasserweltmeisterschaften 2010 ausgetragen.